# زوپس
برنامه مدیریت محتوای زوپس، یک نرم‌افزار آزاد قدرتمند است که با زبان پی‌اچ‌پی و با استفاده از پایگاه داده مای اس‌کیوال برای راه‌اندازی وب‌گاه‌ها نوشته شده‌است. این نرم‌افزار از یک ساختار وابسته به بسته‌های جانبی (یا ماژولار) استفاده می‌کند که به کاربران، اجازهٔ ویرایش و بروزرسانی وب‌گاه خود را می‌دهد. زوپس تحت اجازهٔ عمومی همگانی (GPL) منتشر می‌شود و برای استفاده، ویرایش و توزیع همگان آزاد است.
پروژهٔ زوپس توانست مقام اول در زمنیهٔ توسعه را در جایزهٔ بهترین انجمن سال ۲۰۰۶ که توسط وب‌گاه سورس‌فورج‌دات‌نت ارائه می‌شود، کسب کند.

## درباره
زوپس (انگلیسی: xoops) مخفف عبارت eXtensible Object Oriented Portal System به معنای سامانهٔ درگاهی شیءگرای قابل گسترش است. اگرچه زوپس در ابتدا به عنوان یک سامانهٔ درگاهی بود اما به صورت یک سامانهٔ مدیریت محتوا گسترش پیدا کرد. هدف اصلی زوپس، تبدیل شدن به یک بستهٔ نرم‌افزاری است تا بتواند در راه‌اندازی وب‌گاه‌های کوچک، متوسط و بزرگ بکار آید. به عنوان مثال، برای راه‌اندازی یک وب‌نوشت یا یک مجلهٔ الکترونیکی می‌تواند یک وب‌گاه کوچک به حساب آید که با استفاده از زوپس می‌تواند با توجه به نیاز کاربران، گسترش پیدا کند یا تغییراتی روی آن اعمال شود، که به عنوان مثال می‌توان به بسته‌های جانبی آن از جمله اخبار، تالارهای گفتگو، مرکز دریافت فایل، و… اشاره کرد!
شایان ذکر است که سیستم زوپس از انعطاف زیادی برای طراحی نیز برخوردار می‌باشد، ولی به دلیل اینکه اکثر قالب‌ها پولی بوده، بیشتر کاربران فکر می‌کنند که از نظر گرافیکی جالب نیست!
از خصوصیت‌های قالب‌های زوپسی این است که در زوپس قالب‌ها به زبان HTML نوشته می‌شوند که به دلیل رایج بودن این زبان به سازندهٔ قالب امکان عملیات بیشتری را می‌دهد.
از دیگر امکانات فوق العادهٔ زوپس می‌توان به زیاد بودن ماژول‌های آن اشاره کرد که خودش طرفداران به سزایی دارد، شما در زوپس بیش از ۲۰۰۰ ماژول دارید که هر کدام برای کاربردی ساخته شده‌اند (البته تمامی این‌ها فارسی سازی نشده‌اند، شما می‌توانید تمامی فارسی سازهای زوپس را در پروژهٔ فارسی سازی و در پروژه‌ای دیگر برای فارسی سازی پیدا کنید.

## ویژگی‌های اصلی پروژهٔ زوپس
؛ مشارکت: از آنجایی که زوپس تحت اجازه‌نامه عمومی همگانی GPL منتشر می‌شود، بنابراین گسترش و رشد زوپس به مشارکت و تلاش جامعهٔ جهانی نیازمند است.
؛ پایگاه داده: زوپس برای نگهداری از اطلاعات مورد نیاز برای یک سامانهٔ مدیریت محتوا، با یک پایگاه داده (که هم‌اکنون MySql) است استفاده می‌کند.
؛ مدیریت و کنترل دسترسی‌ها به صورت پیشرفته: مدیران وب‌گاه‌های ساخته‌شده با زوپس، این قابلیت را دارند که به برخی از گروه‌های کاربران سایت، دسترسی‌های خاصی را برای محتوا و ویژگی‌های سایت مانند ویرایش، حذف، بارگذاری فایل و ضمیمه، انتشار محتوا و … بدهند.
؛ قابلیت گسترش با بسته‌های جانبی: بسته‌های جانبی زوپس (modules) می‌توانند به صورت مستقل از یکدیگر روی هستهٔ اصلی زوپس و به کمک سامانهٔ مدیریت زوپس نصب شوند، حذف شوند یا غیرفعال شوند. هستهٔ زوپس به تنهایی شامل هیج ماژول اضافه‌ای نیست و کلیهٔ قابلیت‌هایی که می‌توان با زوپس برای یک وب‌گاه با امکانات یک سامانهٔ مدیریت محتوا ایجاد کرد، با نصب بسته‌های جانبی که تعداد آن‌ها به چند صد هم می‌رسد، امکان‌پذیر است.
؛ ویژگی‌های هستهٔ زوپس قابل استفاده برای بسته‌های جانبی: زوپس با استفاده از ویژگی‌هایی که در هستهٔ خود دارد این امکان را می‌دهد که دسترسی‌ها، فرستادن نظرها، آگاهی‌رسانی مربوط به بروزرسانی‌های وب‌گاه، و ویژگی‌های بلاک‌ها توسط بسته‌های جانبی قابل استفاده باشد.
؛ شخصی‌سازی: مدیران وب‌گاه‌های ساخته شده با زوپس این امکان را دارند که به برخی از کاربران سایت، دسترسی‌ها و امکانات اختصاصی بدهند.
؛ مدیریت اعضا: این امکان وجود دارد که میان اعضای سایت، با استفاده از یک الگوی مشخص و با توجه به ضابطهٔ انتخابی شما، جستجو شود، پست الکترونیکی و پیام شخصی (pm) فرستاده شود.
؛ پشتیبانی به زبان‌های بین‌المللی: انجمن زوپس، برای پشتیبانی از کاربران غیر انگلیسی‌زبان زوپس، اقدام به راه‌اندازی یک سری وب‌گاه‌های پشتیبانی در سرتاسر دنیا کرده‌است. علاوه‌براین، زوپس از زبان‌های با کاراکترهای چندبایتی که از الفبای لاتین استفاده نمی‌کنند، همانند ژاپنی، کره‌ای، چینی، عربی و…، هم پشتیبانی می‌کند.
؛ قابلیت پوسته‌گذاری مستقل: زوپس برای نمایش محتوای وب‌گاه از پوسته‌های استفاده می‌کند. کلیهٔ مدیران و کاربران وب‌گاه می‌توانند از پوسته‌های موجود، ظاهر وب‌گاه را برای خود شخصی کنند.
؛ الگوها: زوپس از یک موتور الگوگذاری اسمارتی (smarty) استفاده می‌کند که قابلیت‌های بسیاری را از جمله تفاوت‌گذاری بین منطق نمایش ظاهر وب‌گاه و منطق کاری وب‌گاه، می‌دهد.

## نسخه‌های هسته زوپس
- زوپس دارای ۳ هسته متفاوت است.
- به‌طور معمول هسته اصلی که به هسته ۲٫۰ معروف است و آخرین نسخه آن تحت عنوان ۲٫۰٫۱۷ به تازگی منتشر شده
- نسخه‌ای تحت عنوان ۲٫۲ که مدتی قبل انتشار پیدا کرد و بنا به دلایلی توسعه آن متوقف شده‌است. استفاده از این نسخه پیشنهاد نمی‌شود.
- آخرین نسخه از زوپس یا همان ۲٫۵
- بروزرسانی: نسخه ۲٫۵٫۶ زوپس نیز ارائه گردید.
- آخرین نسخهٔ تحت آلفا یا آر سی زوپس ۲٫۵٫۷ است که برای تست ارائه شده‌است.
- نسخهٔ زوپس ۳ نیز در حال طراحی است.

## قابلیت‌های فارسی
- راست به چپ شدن قالب‌های انگلیسی برای زبان فارسی به‌طور خود کار پس از نصب بدون هیچ گونه نیاز به فارسی سازی ثیم
- امکان استفاده از فقط یک قالب برای تمام زبان‌ها بدون نیاز به ساخت قالب جدید برای سایت‌های دو زبانه
- کمترین میزان دست کاری در هسته اصلی زوپس
- بدون هیچ گونه تغییر در دیتابیس اصلی
- تاریخ هجری در تمام قسمت‌های سایت در زبان فارسی و تاریخ میلادی در زبان انگلیسی
- فارسی بودن اعداد تاریخ در زبان فارسی و امکان تغییر آن به سهولت
- فارسی سازی یک ماژول فقط با ترجمه فایل‌های زبان بدون دست کاری در کدها